# Tai Mo Shan
Tai Mo Shan ((ZH)  大帽山) è la montagna più alta di Hong Kong con i suoi 957 metri. È anche il picco più alto della Cina meridionale e la seconda montagna costiera della Cina dopo il Monte Lao, e situata pressoché al centro geografico dei Nuovi Territori.
Il Tai Mo Shan Country Park copre un'area di 14,40 km² intorno ad esso. È situato a nord del Tai Lam Country Park. È famoso inoltre per le cascate di 35 metri d'altezza, le più alte di Hong Kong.

## Geografia
L'intero sistema del monte Tai Mo Shan, conosciuto come monte Guang Fu (官富山, che prende il nome dalla salina del Kwun Fu Cheung (官富場) nell'attuale Baia del Kowloon) istituito durante le dinastie Ming e Qing, copre oltre 350 square km, e spazia dalla riserva del Tai Lam Chung a ovest vicino al Tuen Mun e al picco Ma On Shan nell'est e le montagne del Kowloon e la baia Clear Water a sud. Altri due imponenti cime costiere, il Lantau (934  m) sull'omonima isola e il Wutong vicino Shenzhen (943,7 m) distano 27 km a sudovest e 21,5 km a nordest rispettivamente.

## Geologia
Essendo un vulcano spento da molto tempo, il Tai Mo Shan è formato da rocce vulcaniche dell'età giurassica.

## Flora & Fauna

### Flora
Nel passato il Tai Mo Shan fu famoso per una varietà di te verde, chiamata tè delle nubi, che cresceva selvaggia sulla cima della montagna. Occasionalmente le persone locali possono essere viste raccogliere foglie di Camelia Sinensis per future infusioni.

### Fauna
Tra gli animali troviamo uccelli, serpenti e farfalle. Ci sono anche granchi d'acqua dolce, cani e gatti selvatici, bovini e cinghiali.

## Storia
Nel 1986, un incendio durato 34 ore bruciò 282.500 alberi sui monti Shing Mun e Tai Mo Shan distruggendo 7,40 km² di campagna.

## Accesso
La salita è facilitata notevolmente da una strada a bassa pendenza. Gli escursionisti non possono raggiungere la sommità del Tai Mo Shan, dato che è occupata dall'osservatorio di Hong Kong ex base della RAF e attualmente stazione climatica. Nel luglio 2014 è stata circondata da abitazioni provvisorie costruite dal People's Liberation Army.